# Anton Daniel Albers
Anton Daniel Albers (* 30. April 1774 in Bremen; † 9. Februar 1841 ebenda) war ein Kaufmann und Bremer Senator.

## Biografie
Albers war der Sohn des Kaufmanns Dietrich Albers (1745–1809) und von Catharina Dorothea Albers, geb. Lürmann. Die Familie Albers wohnte seit 1738 in Bremen:
 
Er war verheiratet mit der Kaufmannstochter Margarethe  Marie Runge (1777–1812); beide hatten sechs Kinder. 1814 heiratete er die Pastorentochter Metta Rebecca Lürmann; auch sie hatten sechs Kinder.
Er absolvierte eine Kaufmannslehre und war danach von 1794 bis 1800 in Spanien, Frankreich, Niederlande und der Schweiz tätig. 1800 übernahm er die väterliche Handelsfirma für Leinen und Garne. Er wurde 1807 ehrenamtlicher Diakon und Bauherr am Bremer Dom. 1816 wurde er Ältermann (Sprecher der Kaufleute). 
1825 wurde er Bremer Senator als Nachfolger von. Johann Mathias Lameyer (1752–1825). Er schied mit seinem Tod aus dem Amt. Sein Nachfolger wurde der Kaufmann Arnold Duckwitz (1802–1881). Der Senator Georg Wilhelm Albers (1800–1876) war sein Neffe.